# Alice D'Amato
Alice D'Amato (Genua, 7 februari 2003) is een Italiaans toestelturnster. Ze werd in 2024 Olympisch kampioen op de balk en hielp het Italiaanse team mee aan een zilveren medaille in de teamfinale op de Olympische Spelen in Parijs. Ze werd ook Europees kampioen aan de brug in 2023 en 2024. Ze is de tweelingzus van Asia D'Amato, ook een gymnaste.

## Biografie

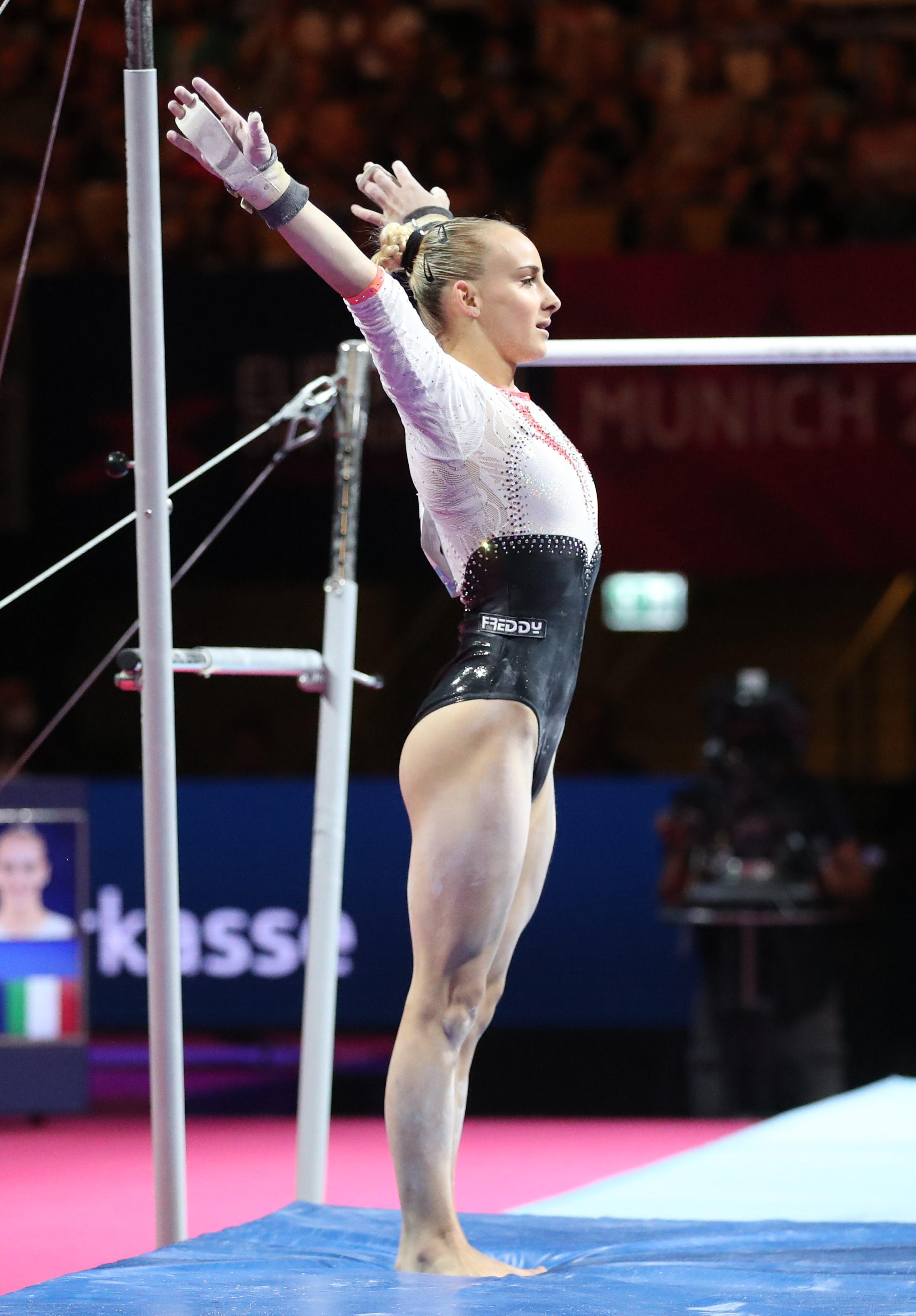
D'Amato aan de brug op de Europese kampioenschappen in 2022.

D'Amato en tweelingzus Asia begonnen op hun 6e te turnen in hun thuisstad Genua. In 2015 maakten de twee hun debuut als junioren op de Stad Jesolo-trofee. Door een knieblessure bleef ze voor het grootste deel van 2016 buiten competitie. In 2018 won ze met het Italiaanse juniorenteam goud op de Europese kampioenschappen in Glasgow.
Het jaar daarop werd ze lid van het seniorenteam. Op de Europese kampioenschappen in Szczecin behaalde ze het brons aan de brug; de eerste Europese medaille voor Italië aan dit toestel ooit. Op de wereldkampioenschappen in Stuttgart later dat jaar hielp ze het Italiaanse team mee aan een bronzen medaille.
In 2021 nam ze deel aan de Olympische Spelen in Tokio. Ze behaalde er een vierde plaats met het Italiaanse team en een twintigste plaats in de individuele meerkamp. Op de wereldkampioenschappen in Kitakyushu in het najaar werd ze achtste in de meerkamp.
Op de Europese kampioenschappen in München in 2022 behaalde ze het goud met het Italiaanse team en brons aan de brug. In 2023 werd het Italiaanse team tweede op de Europese kampioenschappen, en behaalde D'Amato goud aan de brug en brons in de meerkamp. Op de wereldkampioenschappen in Antwerpen later dat jaar behaalde ze zowel met het team als individueel de vijfde plaats in de meerkamp.
De Europese kampioenschappen in Rimini in 2024 leverden haar goud met het team en aan de brug en zilver in de meerkamp op.
Op de Olympische Spelen in Parijs pakte ze met het Italiaanse team de zilveren medaille, samen met Manila Esposito, Angela Andreoli, Elisa Iorio, en Giorgia Villa. Voor Italië was dit het beste resultaat sinds de eerste keer dat het vrouwenturnen georganiseerd werd op de Spelen in 1928.
Een paar dagen later won ze onverwacht het goud op de balk in een finale waar de favorieten veel fouten maakten en van de balk vielen. Ze werd daarmee de eerste Italiaanse turnster ooit die Olympisch goud won. Haar zus Asia was er hier door een blessure niet bij.

## Resultaten
| Jaar | Plaats                          | Resultaten                                     |
| ---- | ------------------------------- | ---------------------------------------------- |
| 2019 | Europees kampioenschap Szczecin | brug · 4e meerkamp                             |
| 2019 | Wereldkampioenschap Stuttgart   | team                                           |
| 2021 | Europees kampioenschap Bazel    | 5e brug                                        |
| 2021 | Olympische Spelen Tokio         | 4e team 20e meerkamp                           |
| 2021 | Wereldkampioenschap Kitakyushu  | 8e meerkamp                                    |
| 2022 | Europees kampioenschap München  | team · brug                                    |
| 2022 | Wereldkampioenschap Liverpool   | 5e team 10e meerkamp                           |
| 2023 | Europees kampioenschap Antalya  | brug · team · meerkamp · 5e balk · 5e vloer    |
| 2023 | Wereldkampioenschap Antwerpen   | 5e team 5e meerkamp                            |
| 2024 | Europees kampioenschap Rimini   | brug · team · meerkamp · 5e balk               |
| 2024 | Olympische Spelen Parijs        | brug · team · 4e meerkamp · 5e brug · 6e vloer |

1952: Nina Botsjarova ·
1956: Ágnes Keleti ·
1960: Eva Bosáková ·
1964: Věra Čáslavská ·
1968: Natalja Koetsjinskaja ·
1972: Olga Korboet ·
1976: Nadia Comăneci ·
1980: Nadia Comăneci ·
1984: Ecaterina Szabo, Simona Păucă ·
1988: Daniela Silivaș ·
1992: Tetjana Lysenko ·
1996: Shannon Miller ·
2000: Liu Xuan ·
2004: Cătălina Ponor ·
2008: Shawn Johnson · 
2012: Deng Linlin · 
2016: Sanne Wevers · 
2020: Guan Chenchen · 
2024: Alice D'Amato
1957: Larissa Latynina ·
1959: Polina Astachova ·
1961: Polina Astachova ·
1963: Thea Belmer ·
1965: Věra Čáslavská ·
1967: Věra Čáslavská ·
1969: Karin Büttner-Janz ·
1971: Tamara Lazakovitsj ·
1973: Ljoedmila Toerisjtsjeva ·
1975: Nadia Comăneci ·
1977: Comăneci / Mukhina ·
1979: Elena Mukhina ·
1981: Maxi Gnauck ·
1983: Ecaterina Szabo ·
1985: Gnauck / Sjoesjoenova ·
1987: Daniela Silivaș ·
1989: Henrietta Ónodi ·
1990: Boginskaja / Kalinina / Pașca ·
1992: Tetjana Goetsoe ·
1994: Svetlana Chorkina ·
1996: Amânar / Chorkina / Podkopajeva ·
1998: Svetlana Chorkina ·
2000: Svetlana Chorkina ·
2002: Svetlana Chorkina ·
2004: Svetlana Chorkina ·
2005: Émilie Le Pennec ·
2006: Beth Tweddle ·
2007: Dariya Zgoba ·
2008: Ksenia Semyonova ·
2009: Beth Tweddle ·
2010: Beth Tweddle ·
2011: Beth Tweddle ·
2012: Viktoria Komova ·
2013: Alia Moestafina ·
2014: Rebecca Downie ·
2015: Daria Spiridonova ·
2016: Rebecca Downie ·
2017: Nina Derwael ·
2018: Nina Derwael ·
2019: Anastasia Ilyankova ·
2020: Zsófia Kovács ·
2021: Angelina Melnikova ·
2022: Elisabeth Seitz ·
2023: Alice D'Amato ·
2024: Alice D'Amato